# 达娜·侯赛因·阿卜杜勒-拉扎克

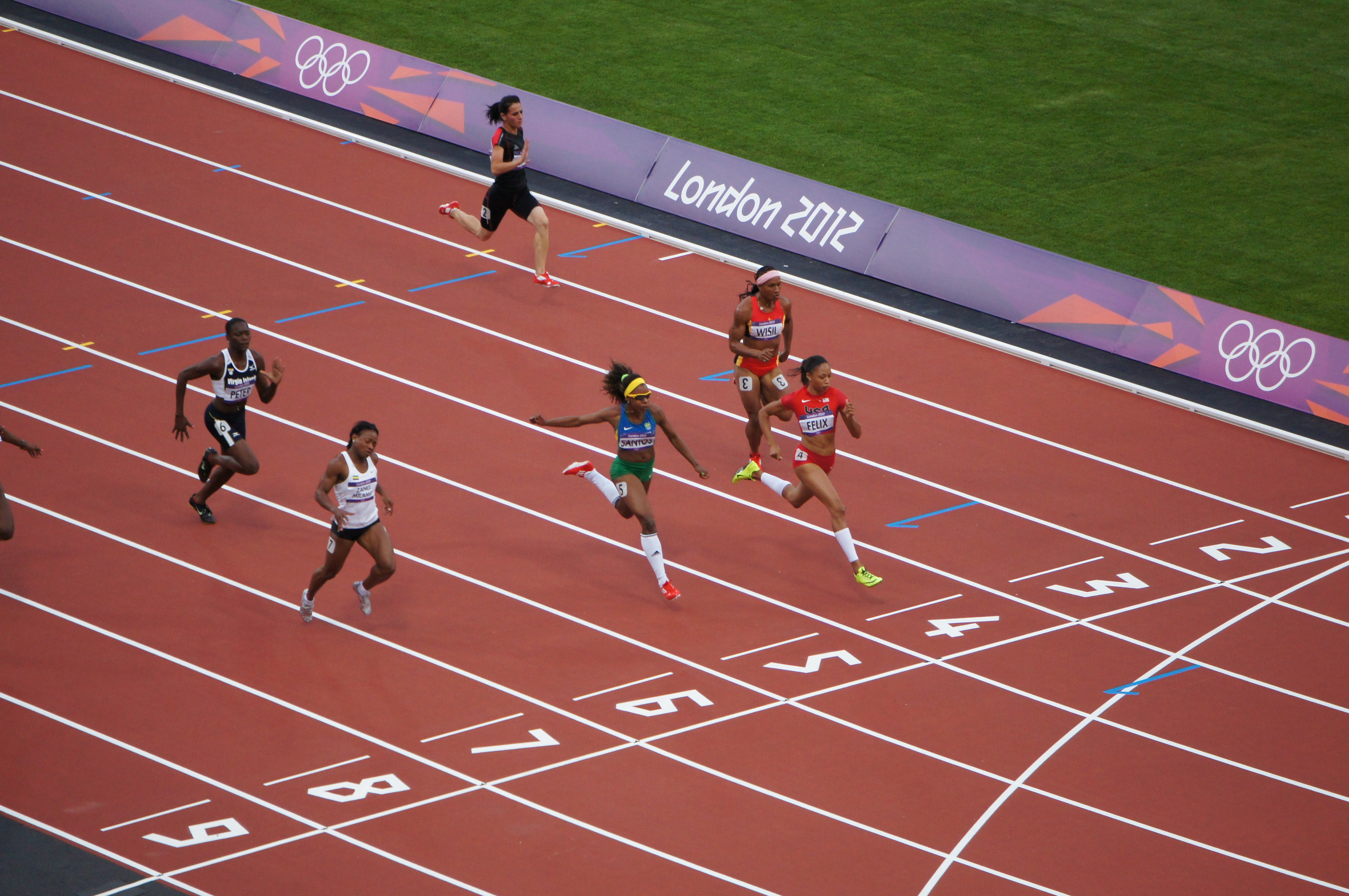
2012年夏季奧林匹克運動會田徑100公尺預賽第5組

达娜·侯赛因·阿卜杜勒-拉扎克（Dana Hussain Abdul-Razzaq，1986年1月3日—），生於伊拉克巴格达，短跑运动员，伊拉克国家田径队队员，什叶派，教练是尤斯弗·阿卜杜勒-拉赫曼（Yousif Abdul-Rahman），逊尼派，同时也是她的未婚夫。她认为体育是“团结伊拉克人民”的一种方式，“无论是逊尼派，还是什叶派，都是为国家而竞技”。
由於伊拉克政府对运动员有迫害行为，国际奥委会最初禁止伊拉克参加2008年奥林匹克运动会，因此虽然她有资格参赛，但可能因此无法参加100米和200米短跑项目的比赛，但之後禁令解除了。在战火侵袭的伊拉克，她是伊拉克代表团中唯一一名坚持训练的运动员。在北京，她参与了100米短跑比赛，结果，她在第一轮预赛中以12.36秒的成绩排名第六，无缘第二轮比赛。

## 外部連結
- 达娜·侯赛因·阿卜杜勒-拉扎克在World Athletics（英语）
- 达娜·侯赛因·阿卜杜勒-拉扎克在Olympics.com（英语）
- 达娜·侯赛因·阿卜杜勒-拉扎克在Olympedia（英语）
- "Dana Hussein Abdul-Razzaq" （页面存档备份，存于）, no. 99 on Time’s list of "100 Olympic Athletes To Watch"